# Zavkhanmandal (Zavkhan)
Le sum de Zavkhanmandal (mongol : ᠵᠠᠪᠬᠠᠨᠮᠠᠨᠳᠠᠯ
ᠰᠤᠮᠤ, cyrillique : Завханмандал сум, MNS : Zavkhanmandal sum) est situé dans l'aïmag (ligue) de Zavkhan, en Mongolie. Sa population était de ? habitants en 2005.